# Новоєгорівка (Куп'янський район)
Новоєго́рівка — село в Україні, у Дворічанській селищній громаді Куп'янського району Харківської області.
Населення становить 535 осіб. До 2020 орган місцевого самоврядування — Новоєгорівська сільська рада.

## Географія
Село знаходиться на початку балки Колодна, на відстані 2 км від сіл Гракове, Берестове, Іванівка. В селі є кілька загат.

## Історія
1900 — дата заснування.
7 (20) листопада 1917 року, відповідно до.Третього Універсалу Української Центральної Ради, увійшло до складу Української Народної Республіки.
12 червня 2020 року, відповідно до Розпорядження Кабінету Міністрів України  № 725-р «Про визначення адміністративних центрів та затвердження територій територіальних громад Харківської області», увійшло до складу Дворічанської селищної громади.
19 липня 2020 року, в результаті адміністративно - територіальної реформи та ліквідації Дворічанського району, село увійшло до складу Куп'янського району Харківської області.
Село тимчасово окуповане російськими військами 24 лютого 2022 року.

## Об'єкти соціальної сфери
- Школа.
- Спортивний майданчик.
- Лікарня.

## Пам'ятки
- Новоєгорівська — ботанічна пам'ятка природи місцевого значення. Площа — 2,5 га.

На ділянці цілинного степу ростуть мигдаль низький (бобівник), вишня степова, дереза, півонія вузьколиста, ломиніс суцільнолитий, горицвіт весняний, вероніка розкидиста, ковила, багато лікарських рослин. Заказник створено як обласну базу для отримання генофонду насіння і вегетативного матеріалу, охорони рідкісних і зникаючих видів дикоростучих рослин, занесених до Червоної книги України.

## Відомі люди
У селі народилися:
- Глобенко Микола (1902—1957) — український літературознавець, педагог. Справжнє прізвище — Оглоблин. Дійсний член НТШ, професор УВУ, заступник редактора «Енциклопедії українознавства».